# Scream Aim Fire
Cet article concerne l'album. Pour la chanson éponyme, voir Scream Aim Fire (chanson).
Albums de Bullet for My Valentine
The Poison
(2005) Fever
(2010)
Scream Aim Fire est le second album studio du groupe metalcore Bullet for My Valentine, commercialisé le 28 janvier 2008, comme indiqué dans Kerrang!. Le groupe a déclaré que cet album serait plus Heavy que leurs albums précédents. Scream Aim Fire est moins « crieur » que The Poison à la suite des problèmes survenus au chanteur, Matthew Tuck (problème aux amygdales). Le public a pu découvrir la couverture de ce nouvel opus sur leur site internet le 10 décembre 2007.
Scream Aim Fire atteint directement la cinquième place dans les classements musicaux britanniques, et la quatrième place dans les classements musicaux australiens. De plus, l'album atteint la quatrième place au Billboard 200, avec 53 000 albums vendus durant les premières semaines. Selon Nielsen SoundScan, leur album se serait vendu à plus de 185 000 exemplaires aux États-Unis depuis sa sortie retardée.

## Enregistrement
À la fin de l'enregistrement en novembre 2007 Matthew Tuck explique au magazine Kerrang! qu'il était « heureux » que l'album soit complet et qu'il a apprécié de retravailler avec Alec Cartio, comme producteur[réf. nécessaire].

## Promotion
Le 13 janvier[Quand ?], 10 membres de la StreetTeam officiel ont pu écouter en exclusivité l'album en présence du groupe, cette écoute a été suivie d'une séance d'autographe ouverte à tous[réf. nécessaire]. Le 28 janvier à minuit, Bullet for My Valentine était présent à Cardiff pour une séance d'autographe à l'occasion de la sortie de l'album. Le même jour à 18 h, ils ont fait une performance de 20 minutes a HMV in Oxford Circus avec 300 fans attendant que leur album soit signé[réf. nécessaire].

### Singles et releases
Un commentaire de 15 minutes parlant de l'album américain sur le single de Scream Aim Fire, sortie le 18 décembre 2007, avec la piste additionnelle Eye of the Storm, aussi disponible sur un CD gratuit de Kerrang! CD et en téléchargement gratuit pour les personnes inscrites à la newsletter de Sony BMG. Toutes les pistes de l'album sont sorties sur la page Myspace officielle du groupe le 21 janvier 2008. Le jour suivant, l'édition japonaise était en circulation sur différents sites.
Le second single de l'album, Hearts Burst Into Fire, est annoncé par le groupe pendant leur tournée au Royaume-Uni. Matt Tuck disait qu'ils ont enregistré des vidéos live pour le clip. Waking the Demon est le troisième single de l'album.

## Liste des titres
| No  | Titre                                            | Durée |
| --- | ------------------------------------------------ | ----- |
| 1.  | Scream Aim Fire                                  | 4:26  |
| 2.  | Eye of the Storm                                 | 4:03  |
| 3.  | Hearts Burst Into Fire                           | 4:57  |
| 4.  | Waking the Demon                                 | 4:08  |
| 5.  | Disappear                                        | 4:05  |
| 6.  | Deliver Us From Evil                             | 5:58  |
| 7.  | Take It Out on Me (avec Benji Webbe de Skindred) | 5:52  |
| 8.  | Say Goodnight                                    | 4:43  |
| 9.  | End of Days                                      | 4:18  |
| 10. | Last to Know                                     | 3:15  |
| 11. | Forever & Always                                 | 6:49  |

### Pistes Bonus
1. Ashes of the Innocent (sur iTunes aux États-Unis, en édition spécial, et vinyle) – 4:13
2. Watching Us Die Tonight - 3:54
3. One Good Reason Why - 4:03
4. Road to Nowhere - 4:20
5. No Easy Way Out (reprise de Robert Tepper ; japonais) – 4:32
6. Creeping Death (reprise de Metallica ; SD card et iTunes aux États-Unis) – 6:39
7. Say Goodnight (Version Acoustic) (iTunes au Royaume-Uni) – 3:14

### Éditions spéciales
DVD Bonus
Le groupe a aussi sortie une édition spéciale CD/DVD avec le contenu exclusif :
- Scream Aim Fire (vidéoclip)
- Le making-of Scream Aim Fire
- Bullet TV :
  - Welcome to the studio
  - Sonic Ranch Cribs
  - Night at the ranch
  - Quad Pinching
- Galerie photo

Édition USB
Bullet For My Valentine commercialise également l'album sous forme de balle Flash Drive avec le logo du groupe gravé dessus. Le bullet-shaped Flash Drive possède les mêmes caractéristiques que l'édition spéciale CD, avec une interview vidéo de 15 minutes commentant chanson par chanson l'album, 4 fonds d'écran et, pour finir, le livret en format PDF.

## Classements hebdomadaires

### Classement de l'album
| Classement (2008)                  | Meilleure place |
| ---------------------------------- | --------------- |
| Allemagne (Media Control AG)       | 3               |
| Australie (ARIA)                   | 4               |
| Autriche (Ö3 Austria Top 40)       | 3               |
| Canada (Canadian Albums Chart)     | 14              |
| Écosse (OCC)                       | 7               |
| États-Unis (Billboard 200)         | 4               |
| Finlande (Suomen virallinen lista) | 8               |
| France (SNEP)                      | 38              |
| Irlande (IRMA)                     | 9               |
| Japon (Oricon)                     | 15              |
| Nouvelle-Zélande (RIANZ)           | 29              |
| Royaume-Uni (UK Albums Chart)      | 5               |
| Royaume-Uni (Rock & Metal Albums)  | 1               |
| Suède (Sverigetopplistan)          | 5               |
| Suisse (Schweizer Hitparade)       | 18              |

### Classement des singles
| Année | Titre                  | Meilleure position | Meilleure position | Meilleure position | Meilleure position | Meilleure position   |
| Année | Titre                  | UK Singles Chart   | UK Rock Chart      | US Modern Rock     | US Mainstream Rock | German Singles Chart |
| ----- | ---------------------- | ------------------ | ------------------ | ------------------ | ------------------ | -------------------- |
| 2008  | Scream Aim Fire        | 34                 | N/A                | 26                 | 16                 | 58                   |
| 2008  | Hearts Burst Into Fire | N/A                | N/A                | 26                 | 16                 | N/A                  |
| 2008  | Waking the Demon       | N/A                | N/A                | N/A                | 39                 | N/A                  |

## Certifications
| Pays              | Certification |
| ----------------- | ------------- |
| Australie (ARIA)  | Or            |
| Royaume-Uni (BPI) | Or            |